# Útátjáró

„Vasúti átjáró kezdete” tábla, Andráskereszt

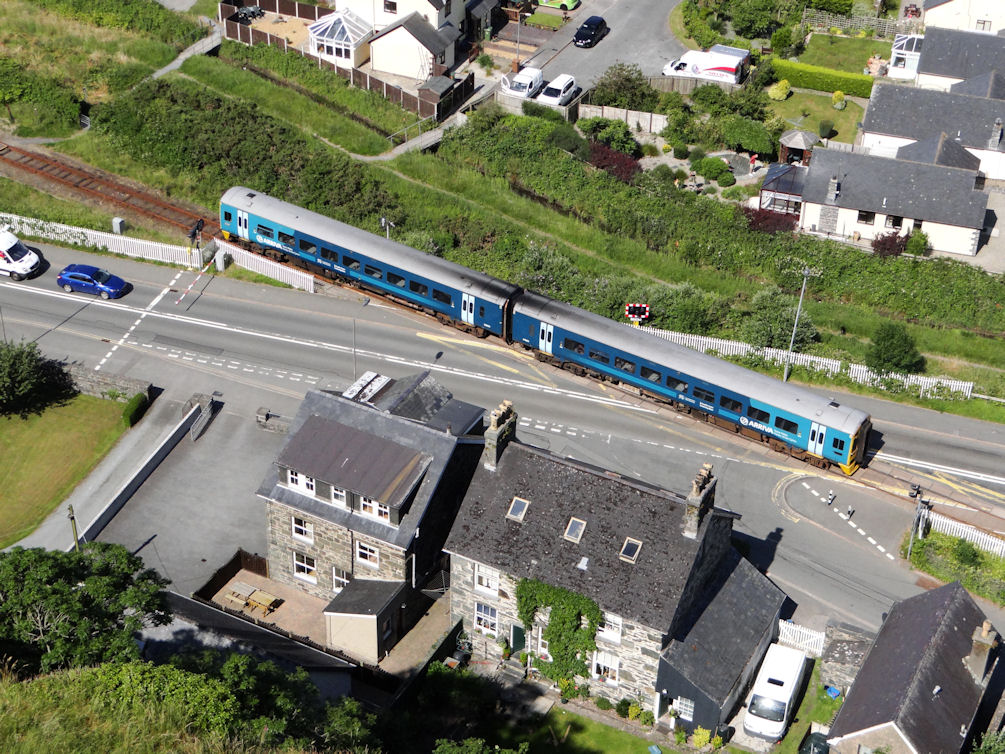
Vonat halad át egy útátjáróban a walesi Harlechben

Az útátjáró a vasúti pálya különleges létesítménye, amely lehetővé teszi mind a vasúti, mind a közúti jármű akadálytalan szintbeni közlekedését. A vasúti jármű kerekei számára biztosítja az alátámasztást, valamint a megfelelő méretben kialakított nyomvályú biztosítja a nyomkarimák áthaladását. A közúti járművek számára elősegíti a zökkenőmentes, lehetőleg sebességcsökkentés nélküli áthaladást.

## Kialakításának típusai

### Vezetősínes (védősínes) útátjáró

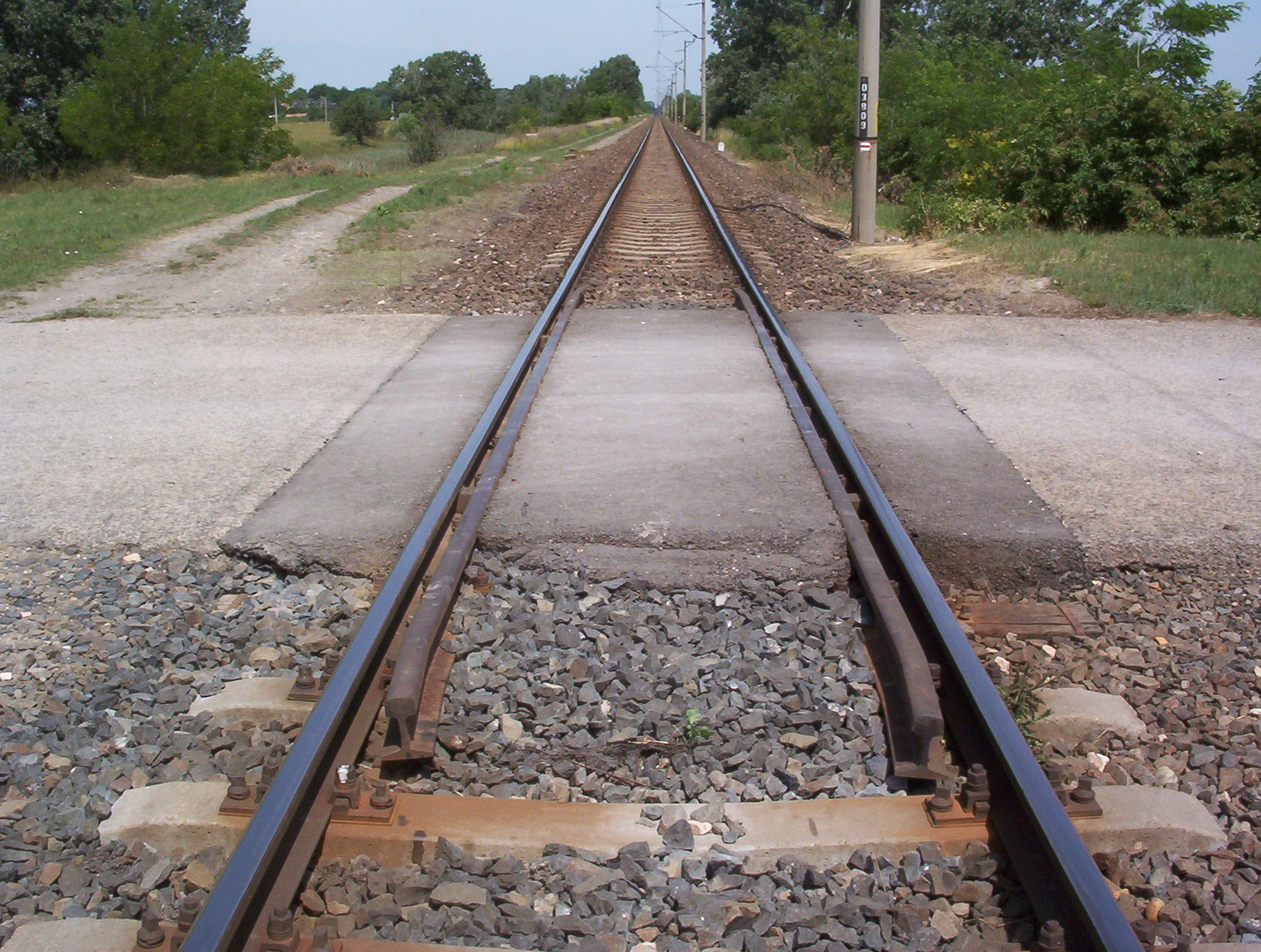
Aszfaltozott, védősínes útátjáró

A vasúti kerék nyomkarimájának akadálytalan áthaladásához szükséges nyomvályút a pályasín és a vezetősín (helyesebben védősín) közé épített, úgynevezett távtartó tuskók biztosítják. A vezetősín (védősín) egyben elhatárolja és megtámasztja a vágánytengelyben lévő közúti burkolatot. A közúti burkolat régebben kockakőből készült, manapság aszfaltburkolatot építenek.
A vasutak régebben szinte kizárólag vezetősínes útátjárót alkalmaztak, azonban a közúti és vasúti forgalom növekedésével járó nagyobb terhelések miatt az ilyen típusú átjárókat átépítik korszerűbb típusokra. Vezetősínes útátjárót, kevés kivételtől eltekintve, ma már csak kis forgalmú útátjárókban építenek, jellemzően mellékvonalakon és iparvágányokban. A korszerűbb típusok előnye, hogy vasúti pályafenntartási munkák (pl. nagygépes vágányszabályozás) idejére felbonthatók, majd helyreállíthatók külön aszfaltozási munka nélkül.

### Előregyártott betonelemes útátjáró
A vezetősínes útátjáró elsősorban faaljakra köthető le, valamint nagy a vasanyag igénye, ezért a vasutak áttértek az előre gyártott betonelemes útátjárókra. A viszonylag kis méretű elemekből épülő burkolat rendkívül előnyös a vasúti pálya nagygépes szabályozásakor, mivel könnyen felszedhető és visszaépíthető.

#### Bodán-rendszer

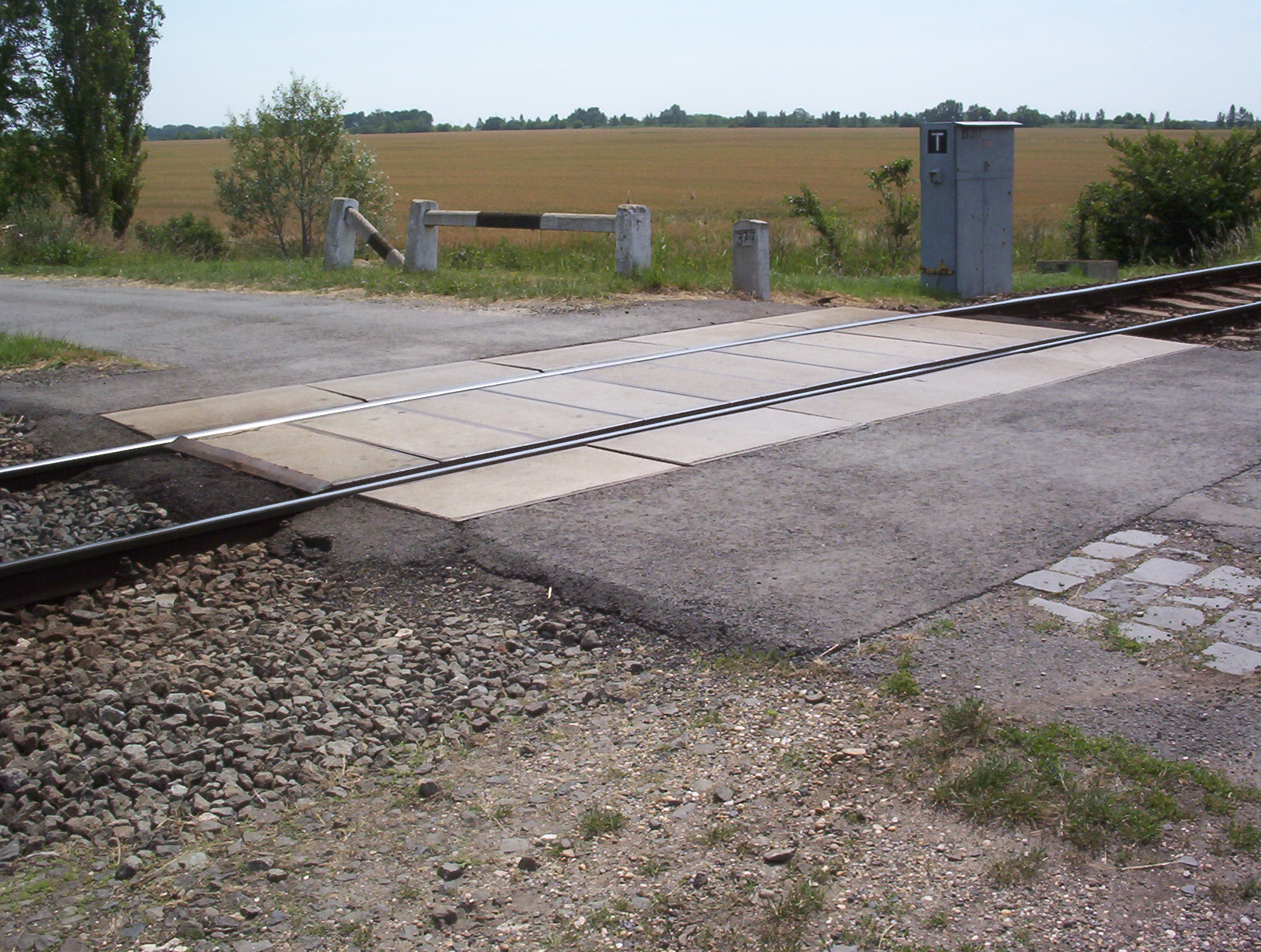
Bodán-rendszerű útátjáró

A MÁV által korábban, az 1980-as évek elejétől elterjedten alkalmazott Bodan-Semperit-, vagy Bodán-rendszerű útátjáró egy mezője két szélső és két közbenső, előre gyártott betonelemből áll. A közbenső elemek gumiból készült alsó profilok közvetítésével a síntalpra támaszkodnak, a felső profilok szorítják az elemeket a sínkamrába. A szélső elemek a sínhez hasonlóképpen támaszkodnak, a külső oldaluk általában szegélyidomokon, úgynevezett záróköveken fekszenek. A zárókövek egyben megtámasztják a csatlakozó út burkolatát is.
A Bodán-rendszert 48-as és 54-es sínrendszernél lehet alkalmazni, az elemek méretiből adódóan csak 60 cm-es aljtávolságú felépítményre építhető. A burkolat 60º-nál kisebb közút-vasút keresztezési szögnél, illetve 400 m-nél kisebb sugarú íves pályarészben nem alkalmazható.

#### Brens-rendszer

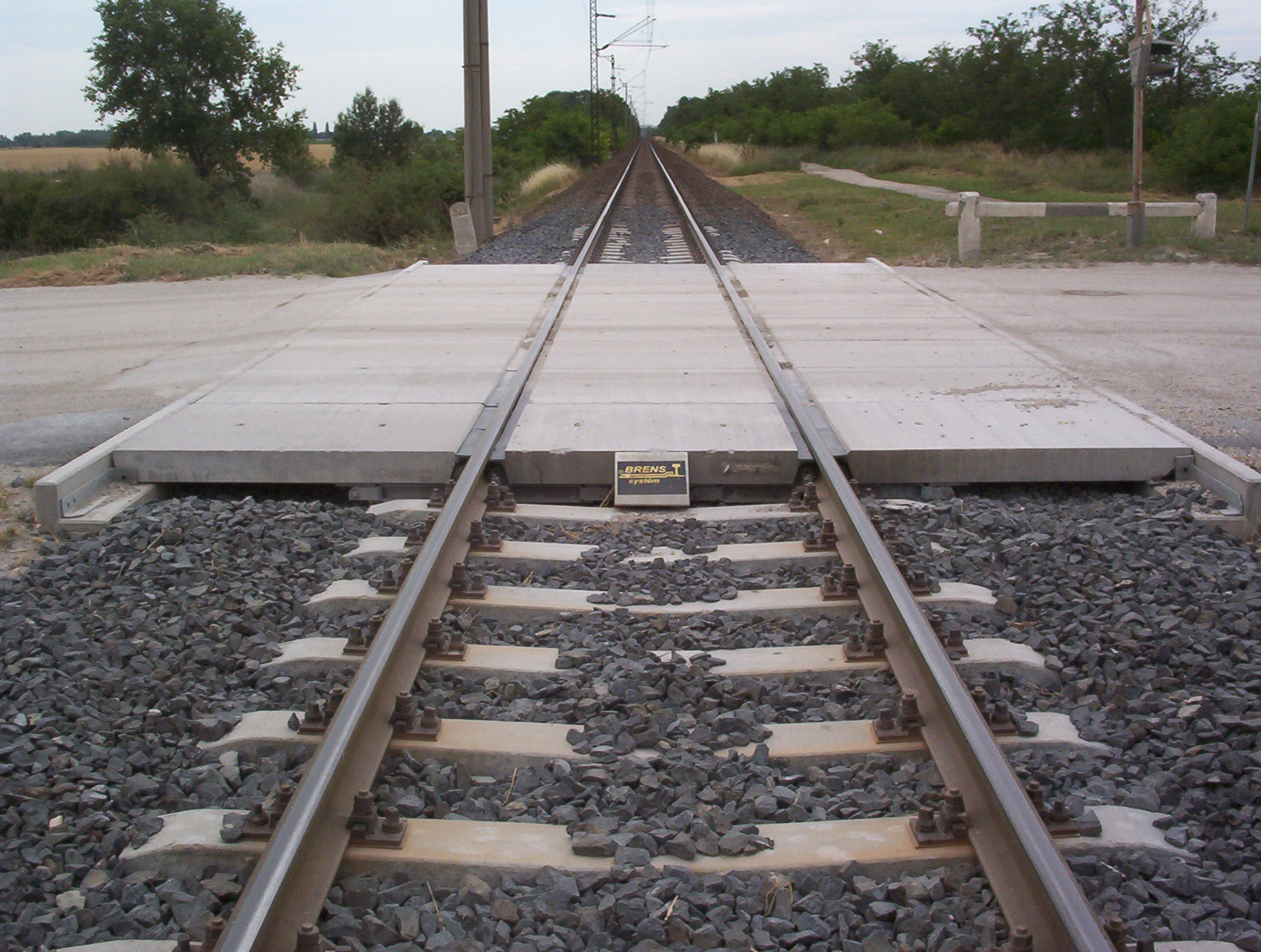
Brens-rendszerű útátjáró

A nehéz tehergépjárművek által igénybe vett, nagy terhelésű útátjárók kialakítása történhet Brens-rendszerrel. A nagy szilárdságú vasbeton panelekből felépülő rendszer egy mezője egy közbenső és két szélső elemből áll. A méreteiből fakadóan nagy tömegű betonelemeket csak emelőgéppel lehet a helyszínen beépíteni, illetve bontani. A betonelemek aljához, zsanérokon keresztül, acélból készült karok vannak rögzítve, a karok másik végei gumibetétek közvetítésével a síntalpra támaszkodnak. A szélső elemek külső oldalaik, szintén gumibetétek közvetítésével előre gyártott vasbeton gerendán fekszenek.

### Gumielemes útátjáró
Az elemes útátjárók előnyeit megtartva, az általában újrahasznosított gumiabroncsokból készült gumielemek a közúti járművek részére jóval rugalmasabb és csendesebb áthaladást biztosítanak. A gumielemek emellett könnyebbek, gyorsabban szerelhetők, mint a betonelemek.

#### Strail-rendszer

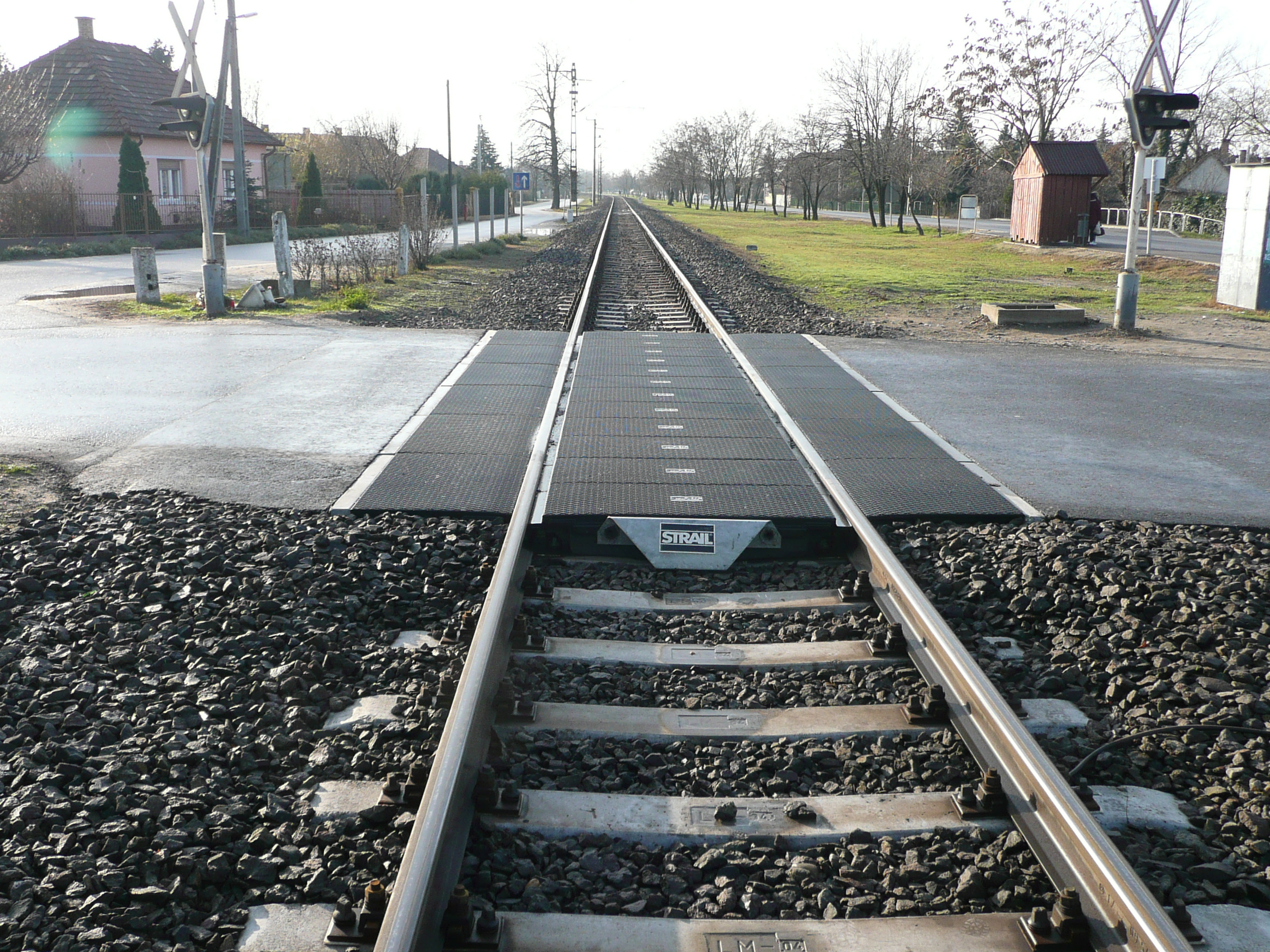
Strail-rendszerű útátjáró a a felújítás előtt a on, Dunavarsányban

A MÁV napjainkban a Strail-rendszert és annak kiegészítő elemeit alkalmazza széleskörűen. A legelterjedtebben használt típusainál a Bodán-rendszerhez hasonlóan egy mező két közbenső és két szélső elemből áll. Az elemeket a beépítésnél speciális kéziszerszámmal feszítik be úgy, hogy az elemek nyelve a sínkamrába előre behelyezett, úgynevezett sínalakbetétekhez és sínfej közé szoruljon. A könnyebb beépíthetőség miatt az egymáshoz feszülő elemek felületeit speciális kenőzsírral kenik be.
Az első generációs Strail elemek csak nútféderekkel kapcsolódtak egymáshoz, azonban az újabb generációkat menetes végű acélrudakkal lehet összekapcsolni. Az acélrudakkal összekapcsolt elemekből épített útátjáró jobban ellenáll a közúti forgalom igénybevételének, az elemek kevésbé hajlamosak szétcsúszni egymástól. Kis szögű közút-vasút keresztezés esetében különleges feszítőberendezést alkalmaznak, amelyek az első és utolsó mezők közbenső és szélső elemeit a sínszálak talpaihoz erősített feszítőrudazatok segítik helyben tartani.
A Strail elemek felületét kezdetektől fogva speciális vízelvezető mintázattal látják el, sőt a mintázat és az elemek felső részének különleges gumianyaga nagyban javítja a tapadást. A közúti forgalomhoz kifejlesztett elemek mellett hamar megjelentek a gyalogos- és ipari forgalom számára előnyösebb tulajdonságú gumielemek.
A Strail-rendszer alkalmazható 48-as, 54-es és 60-as sínrendszer esetén is. A felépítmény sínrendszere a sínalakbetétek méreteit határozza meg, a közbenső és szélső gumielemek méreteit általában nem. A gumielem alakját viszont meghatározza a pályában alkalmazott keresztalj anyaga és típusa. A Strail-rendszer az elemek méretiből adódóan csak 60 cm-es aljtávolságú felépítményre építhető.
A betonelemes átjárókkal szemben a hátránya, hogy a nagy terhelésű útátjárókban a gumielemek felülete gyorsan kopik, ritkán foltokban kiszakad, valamint a beépített acélrudak ellenére az elemek sokszor szétcsúsznak. Manapság a Bodán-rendszert egyre inkább felváltotta.

#### Holdfast-rendszer
Az angol fejlesztésű útátjáró rendszer burkolóelemei repülőgépkerekek újrahasznosított gumianyagából készülnek. Az útátjáró elemeket a beépítés helyén alkalmazott sínrendszer és a keresztaljak típusa alapján gyártják le. A meglehetősen tömör és homogén szerkezetű elemeket külön fémrudazat nem köti össze, az elmozdulásokat az aljakra helyezhető, úgynevezett koronás alaplemezek akadályozzák meg, amelyek a gumielemek alsó részében kialakított hornyokba illeszkednek. A szélső elemek előre gyártott betongerendára fektetik, a kisebb terhelésű átjárókban azonban PVC-ből készült, „L” alakú elhatároló profilt alkalmaznak, így megakadályozva a kapcsolódó aszfaltburkolat kitöredezését.
A kiselemes útátjáró rendszereknél megszokott méreteknél hosszabb, 1,80 m hosszú elemek viszonylag nagy tömege miatt a beépítésnél és bontásnál emelőgépeket alkalmaznak. Az elemek a felső részükben kialakított furatokba helyezhető csapok segítségével emelhetők, a furatokat az elemek összeállítása után bedugózzák.
A 60 cm-es aljbeosztás ennél a rendszernél is előírás, elsősorban azért, hogy az elemek végei az aljakon feküdjenek fel. A rendszer nagy előnye a feszítőrudazattal ellátott gumielemes útátjárókkal szemben, hogy az egyes elemek a szomszédosak megbontása nélkül kiemelhetőek, illetve visszaépíthetőek.
Az első Holdfast-rendszerű útátjáró 2007 szeptemberében épült Magyarországon a Börgönd–Szabadbattyán–Tapolca-vasútvonalon, Balatonarács megállóhely közelében, a 7221-es út vasúti átjárójában.

### Folyamatosan beágyazott sínes útátjáró
Kiemelten nagy forgalmú, vagy extrém terhelésű útátjárókat, a gyors elhasználódások miatt, ma már általában nem kiselemes rendszerekkel építik. Az előregyártott betonelemes, a Holland Vasutak által kifejlesztett sínkörülöntéses kialakítás jól ellenáll a nagy közúti és vasúti terheléseknek. Az előre gyártott betonelemekben kialakított vályúba a sínszálakat rugalmas, de rendkívül nagy teherbírású kétkomponensű körülöntőanyaggal ágyazzák. Az előregyártott elemek ágyazását a mértékadó közúti és vasúti terhelés és forgalom határozza meg.
A Magyarországon épített első sínkörülöntéssel készült útátjárók egyikét a Dombóvár–Gyékényes-vasútvonalon, Porrogszentkirály megállóhelynél létesítették. Azóta a MÁV vonalain mind az Edilon, mind a SIKA rendszerű átjárók megtalálhatóak.
A kiselemes útátjárók gyors elhasználódását jól példázta Budapesten a Könyves Kálmán körút - Gyáli út csomópontban lévő 1-es villamos átjárójának átépítés előtti állapota. Az útátjárót 2008. októberében építették át a tartósabb Edilon-rendszerre.
A Debrecen-Macs konténerterminálon beépített SIKA rendszerű átjárók tervezetten 120 t tengelyterhelésre készültek.

## Útátjárók biztosítása

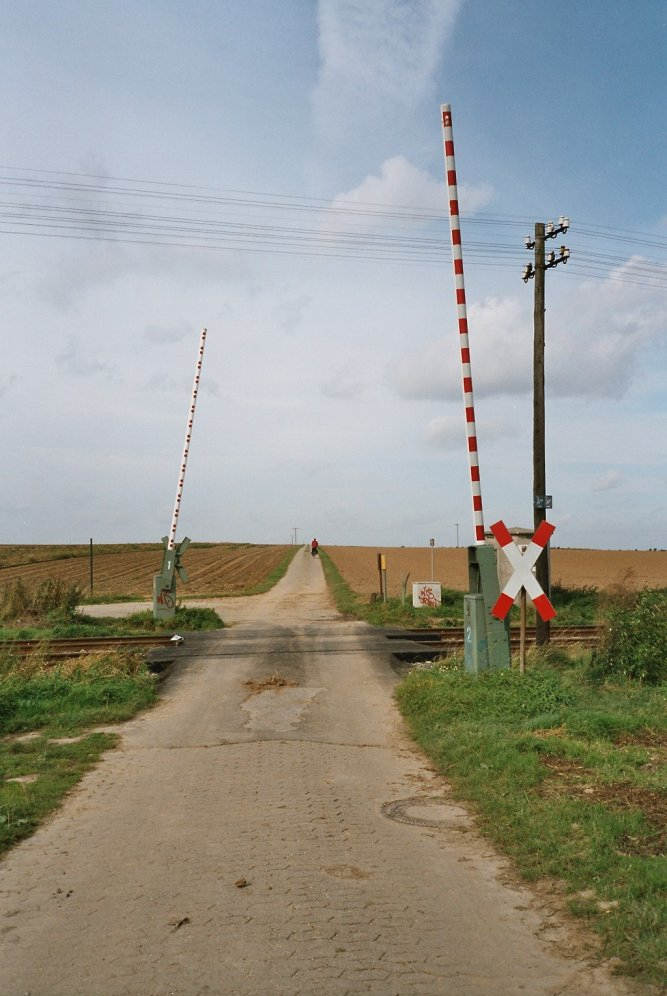
Teljes sorompó felnyitva

A szintbeni átjárók vasúti és közúti járművek ütközési pontjává válhatnak, ezért a jelentős veszélyforrás kiküszöböléséről különböző biztosítási módszerekkel, berendezésekkel gondoskodnak.

### Biztosítás nélküli
A biztosítatlan útátjáróról a közúton közlekedő csak közúti jelzések: a „Vasúti átjárót előjelző táblák” (három, kettő majd egy átlós piros csíkkal megszakított fehér tábla) és a  „Vasúti átjáró kezdete”, a köznyelvben András-kereszt (piros-fehér színű X betű alakú tábla) révén értesül. A közúton közlekedő részére ezért megfelelő rálátást kell biztosítani a vasúti pályára, ezt a szabadon tartandó területet nevezik (rá)látási háromszögnek.

### Fénysorompós
A fénysorompóval biztosított útátjáróban a közúti jelzések mellett, a vonatok mozgása alapján bekapcsolódó villogó piros jelzőlámpák is figyelmeztetik a közúton közlekedőket. Egy egymagában villogó fehér fény engedélyezi a továbbhaladást a KRESZ-ben előírt módon, két felváltva villogó piros fény jelzi az átjáróhoz közeledő vagy az átjáróban áthaladó vonatot.

### Fény- és félsorompós

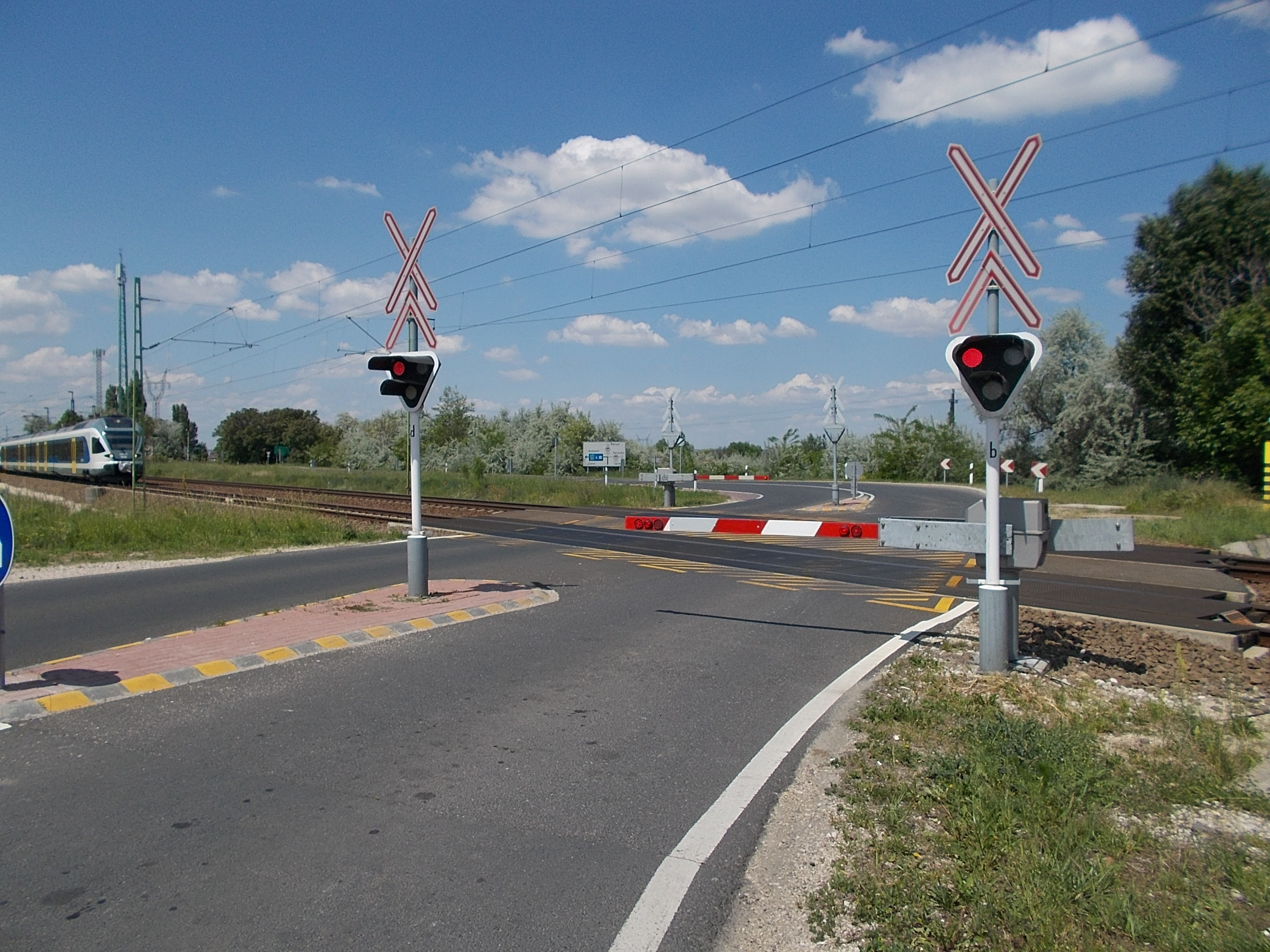
Fény- és félsorompóval biztosított útátjáró Pákozd és Dinnyés térségében a 6213-as út átjárójában Dinnyés megállóhely és Ódinnyés között a Budapest–Murakeresztúr-vasútvonalon.

A fénysorompókat a biztonság fokozása érdekében gyakran kiegészítik csapórudakkal (sorompóval). Az így kiegészített berendezés esetén a vonatok mozgása nemcsak a felváltva villogó piros jelzőlámpákat kapcsolja be, hanem megfelelő időtartamban késleltetve (jellemzően 12 másodperc), az útpálya felét elzáró, úgynevezett félsorompókat is működteti.

### Teljes sorompós
A vasutak a nagyobb forgalmú útátjáróikat régebben az út teljes szélességét elzáró csapórudakkal biztosították. A közbezárás veszélye miatt ilyen típusú sorompókat már nem telepítenek, a meglévőket pedig fokozatosan átalakítják.